# Keiko Nakagomi
Keiko Nakagomi, född 12 juni 1970, är en japansk bågskytt. Hon deltog vid olympiska sommarspelen 1988 och olympiska sommarspelen 1992.